# Liste des meilleurs contreurs en NBA en carrière
Cette page présente la liste des meilleurs contreurs en NBA en carrière en saison régulière.

## Explications
Actuellement, six joueurs de cette liste sont encore en activité. Les contres (blocks) sont comptabilisés depuis la saison NBA 1973-1974. Certaines statistiques de joueurs se trouvent être sous-évaluées, soit du fait de la non-prise en compte des contres durant une grande partie de leur carrière en NBA antérieure à 1973, soit du fait d'avoir évolué dans la ligue concurrente de l'époque, l'ABA.

## Classement

### Joueurs les plus prolifiques
| ^ | Joueur en activité en NBA                                       |
| * | Joueur intronisé au Basketball Hall of Fame                     |
| ° | Joueur ne répondant pas aux critères du Basketball Hall of Fame |

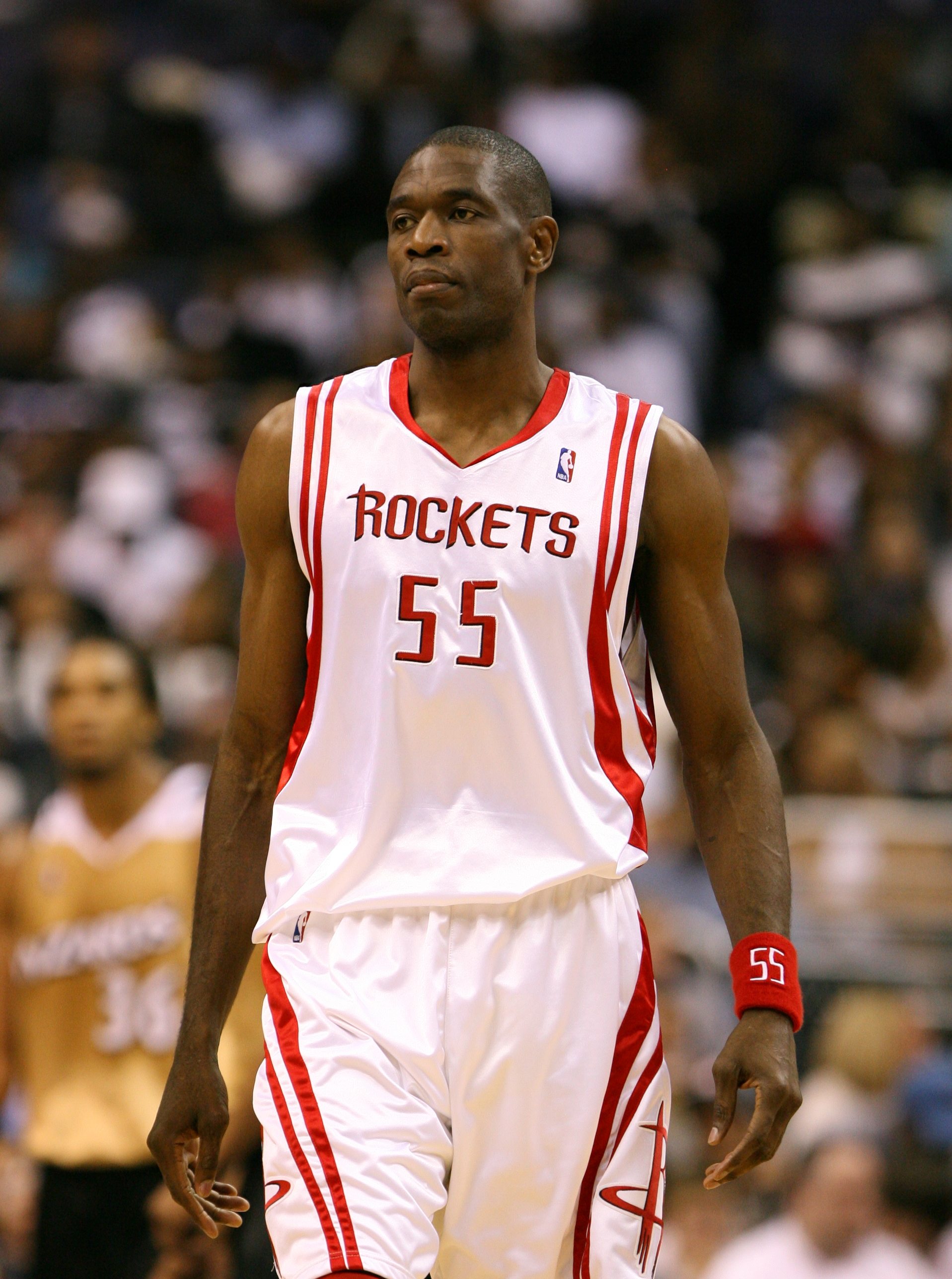
Dikembe Mutombo (2e)

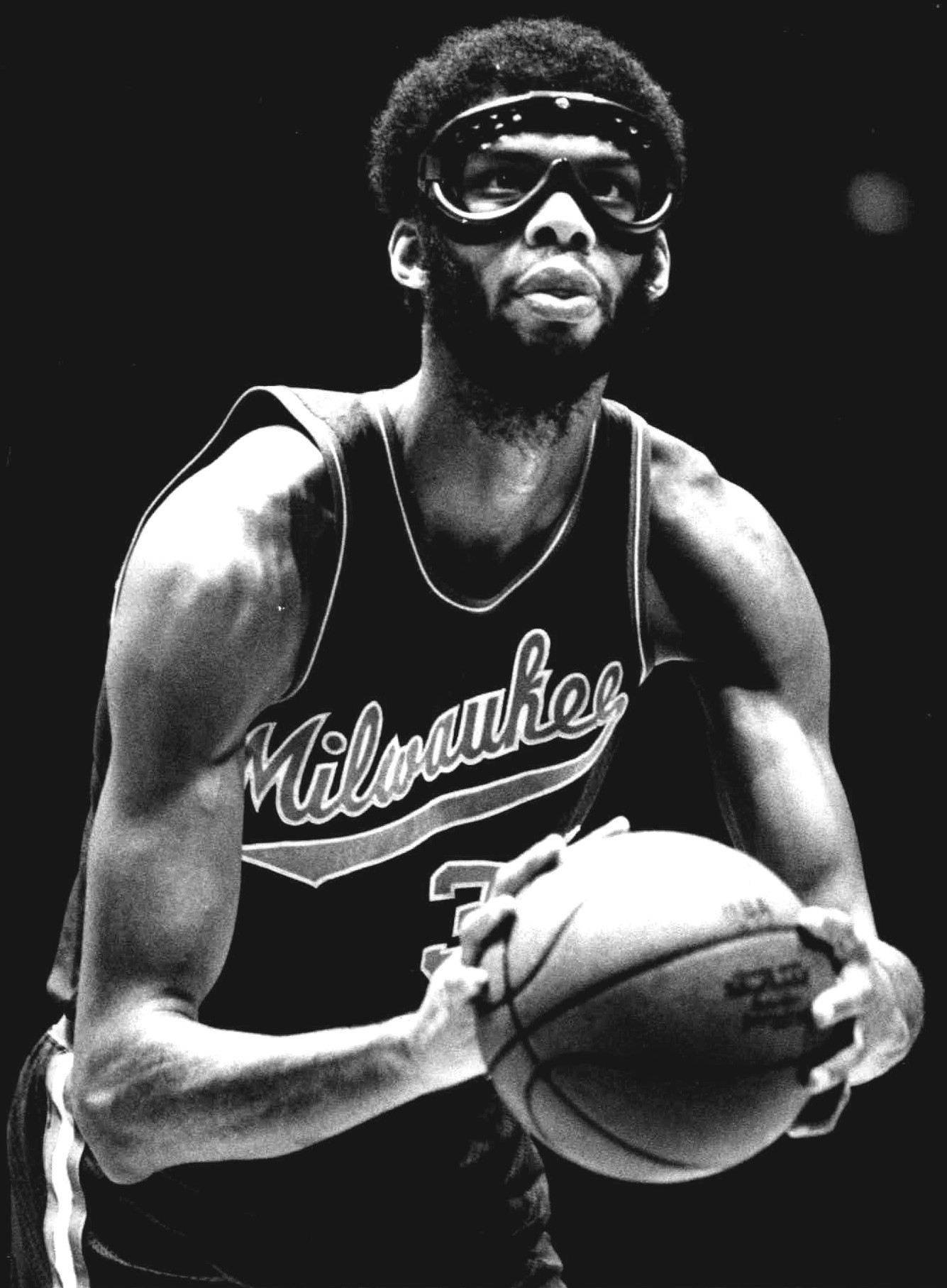
Kareem Abdul-Jabbar (3e)

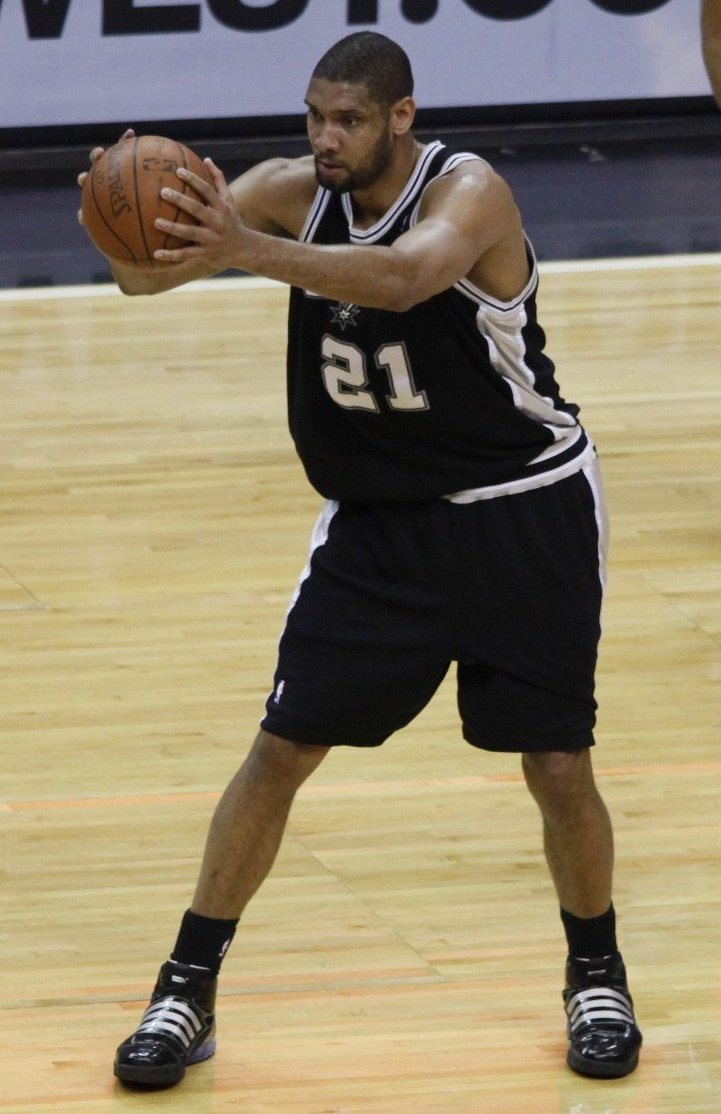
Tim Duncan (5e)

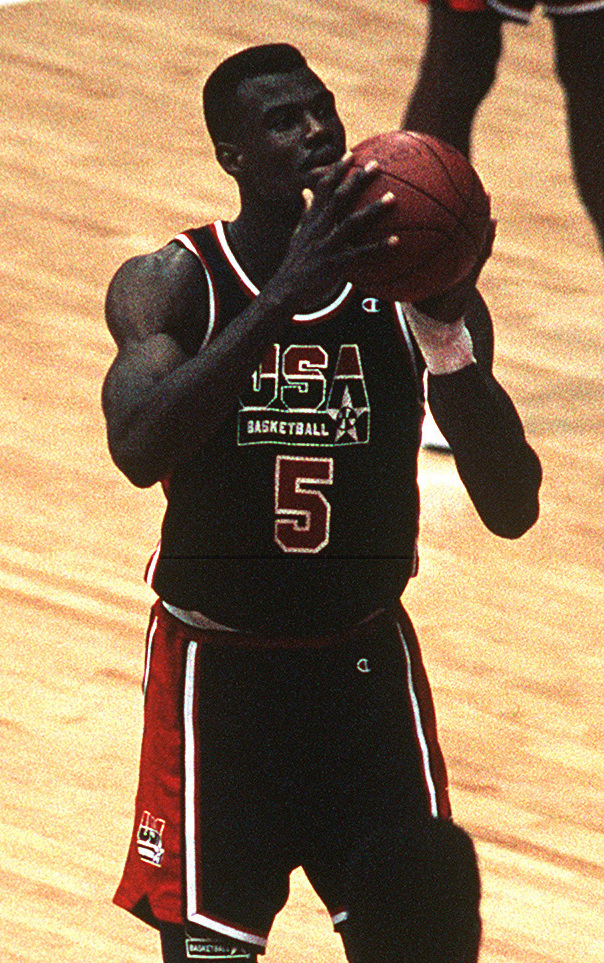
David Robinson (6e)

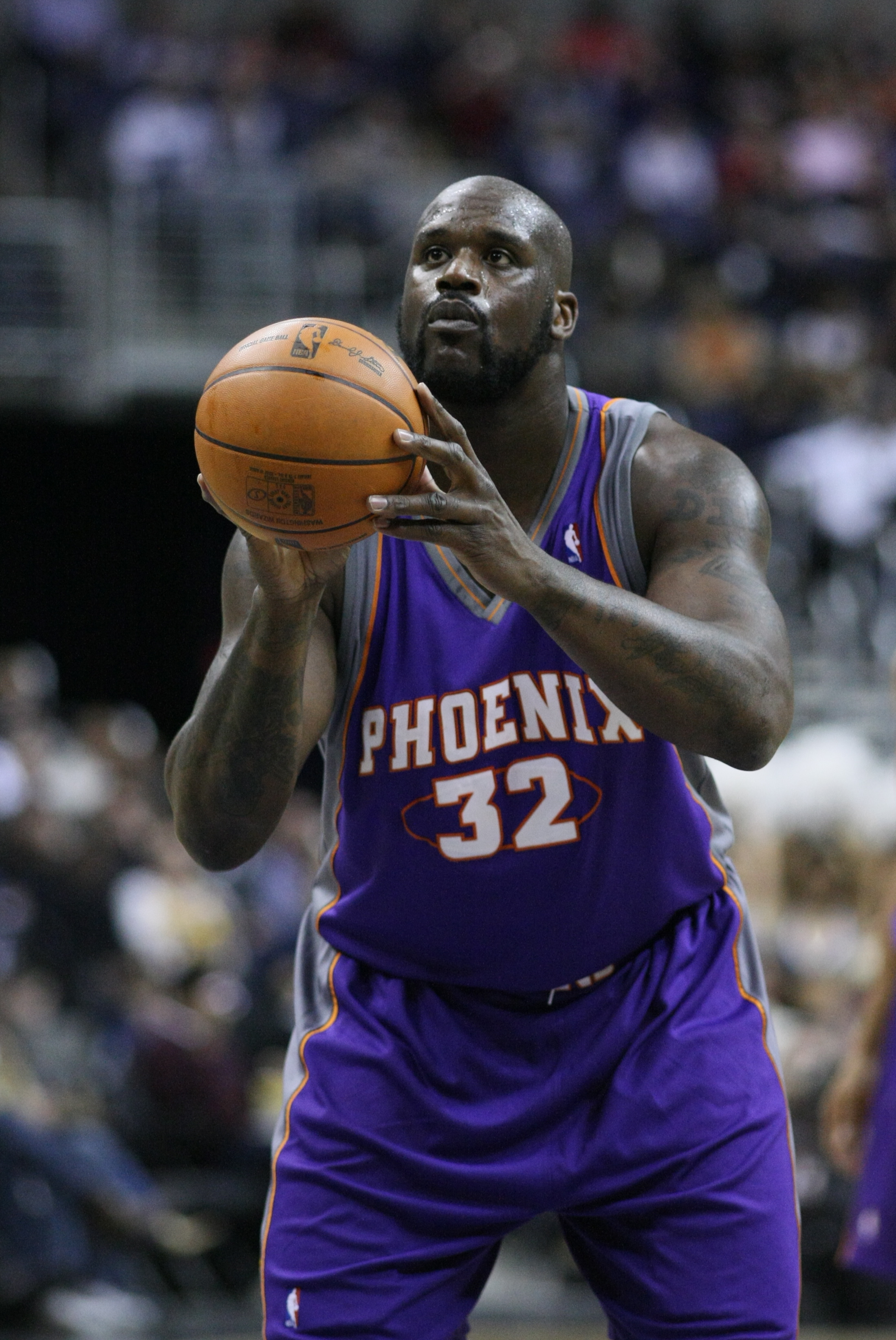
Shaquille O'Neal (8e)

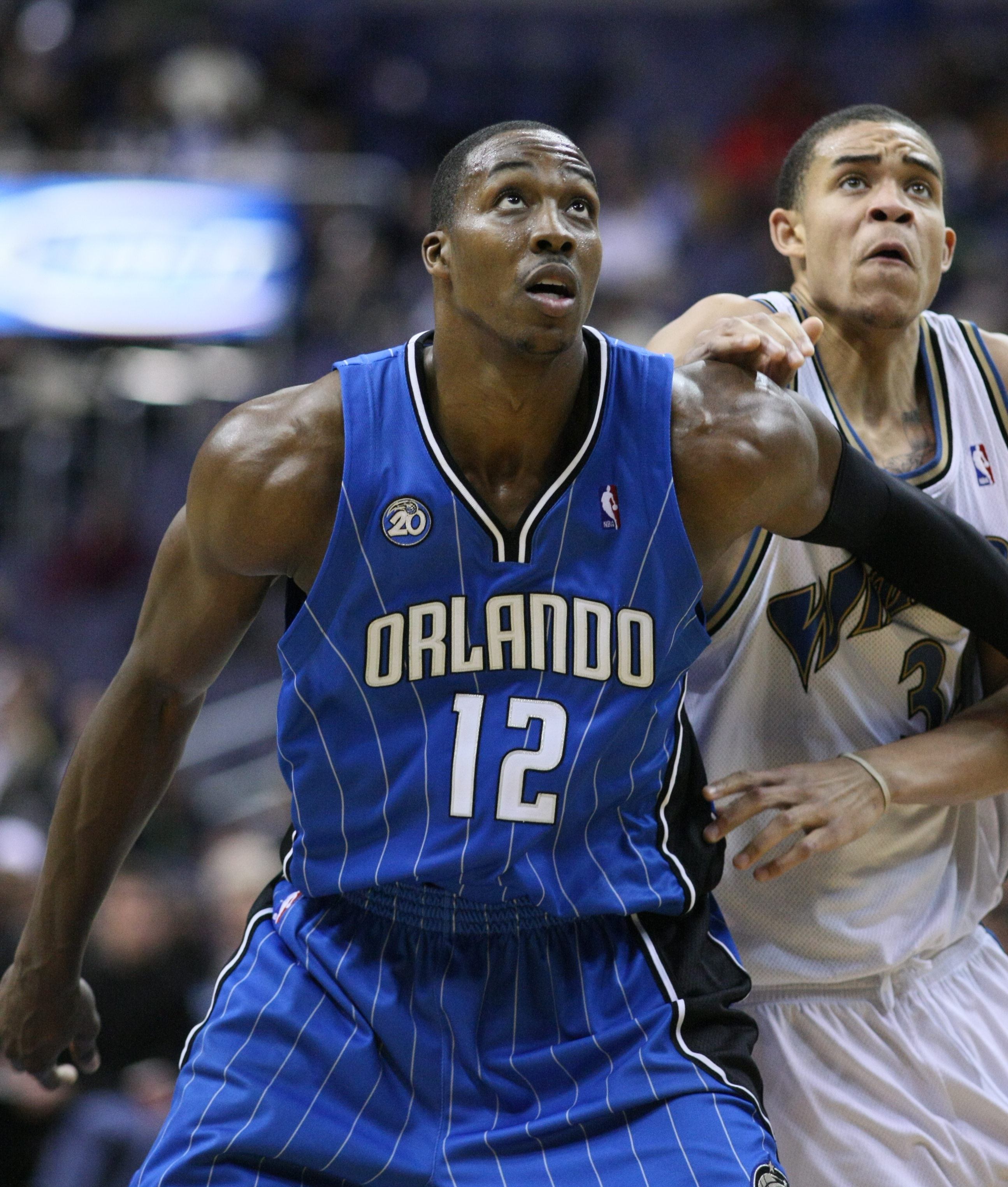
Dwight Howard (13e)

- Mise à jour à l'issue de la fin de la saison 2024-2025.

| Rang | Nom                 | Poste              | Total de Contres | Matchs disputés | Moyenne en carrière | C |
| ---- | ------------------- | ------------------ | ---------------- | --------------- | ------------------- | - |
| 1    | Hakeem Olajuwon     | Pivot              | 3 830            | 1 238           | 3.09                | * |
| 2    | Dikembe Mutombo     | Pivot              | 3 289            | 1 196           | 2.75                | * |
| 3    | Kareem Abdul-Jabbar | Pivot              | 3 189            | 1 560           | 2.04                | * |
| 4    | Mark Eaton          | Pivot              | 3 064            | 875             | 3.50                |   |
| 5    | Tim Duncan          | Ailier fort        | 3 020            | 1 392           | 2.17                | * |
| 6    | David Robinson      | Pivot              | 2 954            | 987             | 2.99                | * |
| 7    | Patrick Ewing       | Pivot              | 2 894            | 1 183           | 2.45                | * |
| 8    | Shaquille O'Neal    | Pivot              | 2 732            | 1 207           | 2.26                | * |
| 9    | Tree Rollins        | Pivot              | 2 542            | 1 156           | 2.20                |   |
| 10   | Robert Parish       | Pivot              | 2 361            | 1 611           | 1.47                | * |
| 11   | Alonzo Mourning     | Pivot              | 2 356            | 838             | 2.81                | * |
| 12   | Marcus Camby        | Pivot              | 2 331            | 973             | 2.40                |   |
| 13   | Dwight Howard       | Pivot              | 2 228            | 1 242           | 1.79                | ° |
| 14   | Ben Wallace         | Pivot              | 2 137            | 1 088           | 1.96                | * |
| 15   | Shawn Bradley       | Pivot              | 2 119            | 832             | 2.55                |   |
| 16   | Manute Bol          | Pivot              | 2 086            | 624             | 3.34                |   |
| 17   | George Johnson      | Pivot              | 2 082            | 904             | 2.30                |   |
| 18   | Brook Lopez         | Pivot              | 2 060            | 1 105           | 1.86                | ^ |
| 19   | Kevin Garnett       | Ailier fort        | 2 037            | 1 462           | 1.39                | * |
| 20   | Larry Nance         | Ailier fort        | 2 027            | 920             | 2.20                |   |
| 21   | Theo Ratliff        | Pivot              | 1 968            | 810             | 2.43                |   |
| 22   | Pau Gasol           | Ailier fort        | 1 941            | 1 226           | 1.58                | * |
| 23   | Elton Brand         | Ailier fort        | 1 828            | 1 058           | 1.73                | ° |
| 24   | Jermaine O'Neal     | Pivot              | 1 820            | 1 011           | 1.80                |   |
| 25   | Anthony Davis       | Ailier fort        | 1 815            | 787             | 2.31                | ^ |
| 26   | Elvin Hayes         | Ailier fort        | 1 771            | 1 303           | 1.36                | * |
| 27   | Serge Ibaka         | Ailier fort        | 1 759            | 919             | 1.91                | ° |
| 28   | Artis Gilmore       | Pivot              | 1 747            | 909             | 1.92                | * |
| 29   | Moses Malone        | Pivot              | 1 733            | 1 329           | 1.30                | * |
| 30   | Rudy Gobert         | Pivot              | 1 718            | 829             | 2,07                | ^ |
| 31   | Josh Smith          | Ailier fort        | 1 713            | 894             | 1.92                | ° |
| 32   | Kevin McHale        | Ailier fort        | 1 690            | 971             | 1.74                | * |
| 33   | Vlade Divac         | Pivot              | 1 631            | 1 134           | 1.44                | * |
| 34   | Herb Williams       | Pivot              | 1 605            | 1 102           | 1.46                |   |
| 35   | Elden Campbell      | Ailier fort        | 1 602            | 1 044           | 1.53                |   |
| 36   | Benoit Benjamin     | Pivot              | 1 581            | 807             | 1.96                |   |
| 37   | DeAndre Jordan      | Pivot              | 1 568            | 1 111           | 1.41                | ^ |
| 38   | Samuel Dalembert    | Pivot              | 1 546            | 886             | 1.74                | ° |
| 39   | Wayne Cooper        | Pivot              | 1 535            | 984             | 1.56                |   |
| 40   | Caldwell Jones      | Pivot              | 1 517            | 1 068           | 1.42                |   |
| 41   | Alton Lister        | Pivot              | 1 473            | 953             | 1.55                |   |
| 42   | Andreï Kirilenko    | Ailier/Ailier fort | 1 461            | 797             | 1.83                | ° |
| 43   | Rasheed Wallace     | Ailier fort        | 1 460            | 1 109           | 1.32                |   |
| 44   | Hot Rod Williams    | Pivot              | 1 456            | 887             | 1.64                |   |
| 45   | Myles Turner        | Pivot              | 1 412            | 642             | 2.20                | ^ |
| 46   | Mark West           | Pivot              | 1 403            | 1 090           | 1.29                |   |
| 47   | Erick Dampier       | Pivot              | 1 398            | 987             | 1.42                |   |
| 48   | Clifford Robinson   | Ailier fort        | 1 390            | 1 380           | 1.01                |   |
| 49   | Terry Tyler         | Ailier             | 1 342            | 871             | 1.54                |   |
| 50   | Tyson Chandler      | Pivot              | 1 335            | 1 160           | 1.15                | ° |

### Record de contres sur un match de saison régulière
Voici les joueurs ayant contrés le plus grand nombre de ballons, dans un match de saison régulière en NBA. Le record est détenu par Elmore Smith, avec 17 contres, le 28 octobre 1973, contre les Trail Blazers de Portland.
| Contres | Joueur            | Équipe                   | Date             | Adversaire                |
| ------- | ----------------- | ------------------------ | ---------------- | ------------------------- |
| 17      | Elmore Smith      | Lakers de Los Angeles    | 28 octobre 1973  | Trail Blazers de Portland |
| 15      | Manute Bol        | Bullets de Washington    | 25 janvier 1986  | Hawks d'Atlanta           |
| 15      | Manute Bol (2)    | Bullets de Washington    | 26 février 1987  | Pacers de l'Indiana       |
| 15      | Shaquille O'Neal  | Magic d'Orlando          | 20 novembre 1993 | Nets du New Jersey        |
| 14      | Elmore Smith (2)  | Lakers de Los Angeles    | 26 octobre 1973  | Pistons de Détroit        |
| 14      | Elmore Smith (3)  | Lakers de Los Angeles    | 4 novembre 1973  | Rockets de Houston        |
| 14      | Mark Eaton        | Jazz de l'Utah           | 18 janvier 1985  | Trail Blazers de Portland |
| 14      | Mark Eaton (2)    | Jazz de l'Utah           | 18 février 1989  | Spurs de San Antonio      |
| 13      | George T. Johnson | Spurs de San Antonio     | 24 février 1981  | Warriors de Golden State  |
| 13      | Mark Eaton (3)    | Jazz de l'Utah           | 18 février 1983  | Trail Blazers de Portland |
| 13      | Darryl Dawkins    | Nets du New Jersey       | 5 novembre 1983  | 76ers de Philadelphie     |
| 13      | Ralph Sampson     | Rockets de Houston       | 9 décembre 1983  | Bulls de Chicago          |
| 13      | Manute Bol (3)    | Warriors de Golden State | 2 février 1990   | Nets du New Jersey        |
| 13      | Shawn Bradley     | Mavericks de Dallas      | 7 avril 1998     | Trail Blazers de Portland |